# ماركوس هولم
ماركوس هولم هو لاعب هوكي الجليد سويدي، ولد في 5 ديسمبر 1973.
1. ↑  results worldcurling (بالإنجليزية), QID:Q21705650